# Lista dos deputados provinciais da 15.ª legislatura de Santa Catarina
Lista dos deputados provinciais de Santa Catarina - 15ª legislatura (1864 — 1865).
| Nº | Deputado                          |
| -- | --------------------------------- |
| 1  | Afonso de Albuquerque e Melo      |
| 2  | Alexandre Ernesto de Oliveira     |
| 3  | Alexandre Francisco da Costa      |
| 4  | Antônio Joaquim Wanzeller         |
| 5  | Antônio José de Sarmento Melo     |
| 6  | Duarte Paranhos Schutel           |
| 7  | Eleutério Francisco de Sousa      |
| 8  | Francisco de Almeida Varela       |
| 9  | Francisco José de Oliveira Pais   |
| 10 | Francisco Pedro da Cunha          |
| 11 | Henrique Ribeiro de Córdova       |
| 12 | João Pinto da Luz                 |
| 13 | Joaquim Augusto do Livramento     |
| 14 | Joaquim Gomes de Oliveira e Paiva |
| 15 | José Leôncio da Gama              |
| 16 | José Marques Guimarães            |
| 17 | José Pereira Liberato             |
| 18 | Manuel de Freitas Sampaio         |
| 19 | Pedro Fernandes Martins           |
| 20 | Tomás Silveira de Sousa           |